# Smittia aterrima
Smittia aterrima är en tvåvingeart som först beskrevs av Johann Wilhelm Meigen 1818.  Smittia aterrima ingår i släktet Smittia och familjen fjädermyggor. Arten är reproducerande i Sverige. Inga underarter finns listade i Catalogue of Life.